# Obora Hvězda
Obora Hvězda je přírodní památka na území Liboce v hlavním městě Praze. Oblast spravuje Agentura ochrany přírody a krajiny ČR. Obora Hvězda byla vyhlášena přírodní památkou 1. září 1988.
Důvodem ochrany jsou lesní porosty přirozeného charakteru (černýšové dubohabřiny, lipové doubravy, bikové bučiny); je to i významná ornitologická lokalita. Obora má v centrální části podobu klasického lesoparku, který na okrajích přechází v přirozený les.
Území dnešní obory bylo osídleno patrně již od pravěku. Nejhustěji byla oblast osídlena patrně v době halštatské. Samotná obora byla založena Ferdinandem I. Habsburským počátkem třicátých let 16. století. V oboře se nachází letohrádek Hvězda vybudovaný v letech 1555–1557 na pokyn Ferdinanda Tyrolského. V současnosti se v tomto renesančním objektu nachází expozice o bitvě na Bílé hoře, jež se v blízkém okolí odehrávala. Postupem času obora sloužila nejen k honům a podobným kratochvílím pro šlechtu, ale i jako tábořiště a zdroj dřeva a masa pro armády, jež táhly během času Prahou. A to už od dob rudolfinských, až po druhou světovou válku. V současnosti slouží mnoha Pražanům jako místo k rekreaci a sportu.

## Lokalita

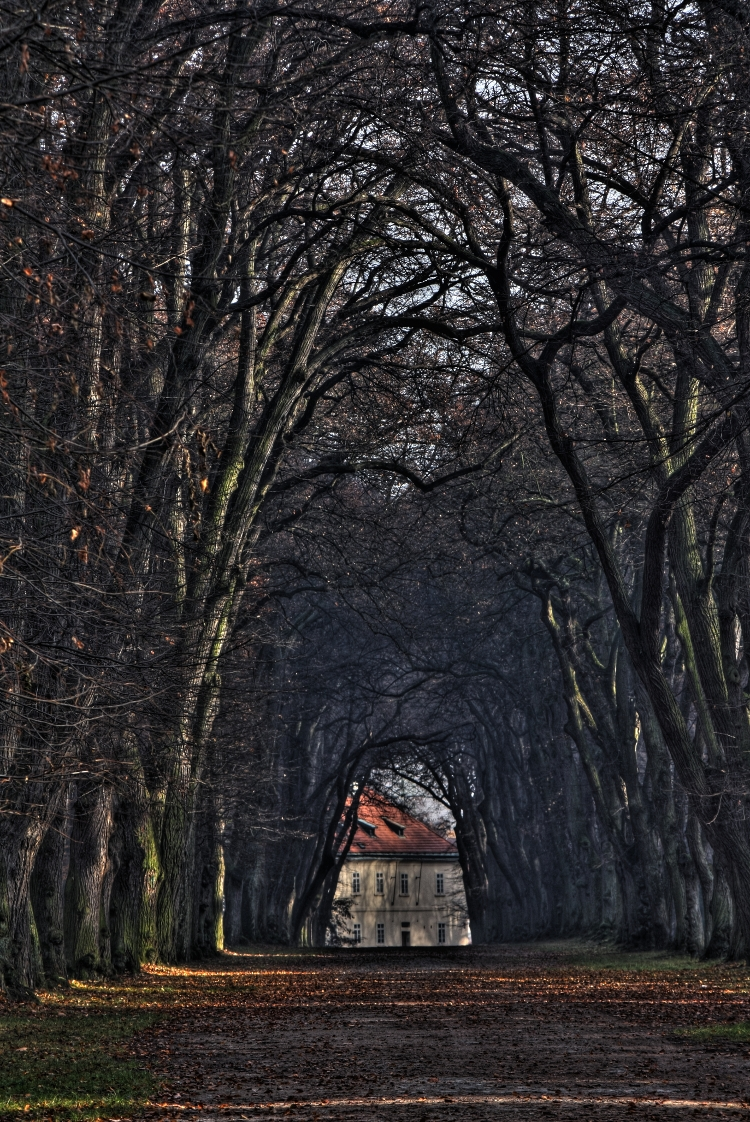
Jírovcová alej vedoucí od letohrádku k Libocké bráně

Obora tvoří výběžek katastrálního území Liboc přiléhající z jihu ke staré Liboci, obklopený ze západu Ruzyní a z jihu Malým Břevnovem a na východě lokalitou Na Vypichu (k. ú. Břevnov). Celá oblast patří do městské části a městského obvodu Praha 6. Nadmořská výška se pohybuje mezi 315 a 374 metry. Průměrná teplota se pohybuje mezi 8-9 °C. Roční úhrn srážek činí 500 mm. Okraj západní části je ovlivněn Litovickým potokem. Obora je z větší části obklopena zástavbou, na východě sousedí s plání na Vypichu.

## Historie
Území bylo obydleno již od pravěku, jak potvrzují archeologické vykopávky, jež v této lokalitě probíhaly již od 19. století. Byly zde nalezeny nádoby s lineární keramikou, jakož i základy staveb a hroby z doby haštalské. Poslední vykopávky zde probíhaly v roce 2004.
Nad Litovickým potokem vznikla malá tvrz. První písemná zmínka o tomto území pochází z roku 993. Jde o darovací listinu, ve které přenechal Boleslav II. les, tehdy zvaný Malejov s dvorem Hluboc (což je dnešní Liboc) nově vzniklému břevnovskému klášteru.
Za husitských válek byl majetek břevnovskému klášteru zabaven Pražany. Roku 1492 se pozemky opět vrací pod správu břevnovského kláštera.
Nejvýznamnější byla pro oboru Hvězda doba renesance, kdy zažila svůj největší rozvoj. Pro oboru je klíčovým rok 1526, kdy český král Ferdinand I. Habsburský založil v lese Malejov Novou oboru (pojmenování obora Hvězda pochází z pozdější doby až po stavbě letohrádku). Roku 1541 byl dřevěný plot nahrazen kamennou zdí, později byla obora rozšířena ještě o další pozemky v údolí Litovického potoka a byl v ní založen rybník. V rozvoji obory pokračoval i druhorozený syn Ferdinanda I. – Ferdinand Tyrolský, který založil již zmiňovaný rybník a hlavně lovecký zámek letohrádek Hvězda.
Avšak kromě období rozkvětu se v historii obory nachází i časy devastace. Obora byla v historii s oblibou využívána jako tábořiště pro vojska, jež ji využívala jako zdroj dřeva a zvěře. Poprvé tak učinilo roku 1608 císařské vojsko Rudolfa II. vyslané proti svému bratrovi Matyáši Habsburskému. Roku 1611 zase byla Hvězda obývána pasovskými, již přitáhli vynutit rezignaci Rudolfa II. a přenechání trůnu Matyáši Habsburskému. Dne 8. listopadu 1620 se stala obora dějištěm bitvy na Bílé hoře. V době třicetileté války hostila obora švédskou armádu. Ta si pak do své vlasti odvezla kromě rudolfinských sbírek mimo jiné i měděnou střechu letohrádku.
V 18. století se v oboře usadila vojska během tří válek. V 18. století zde byla zřízena bažantnice. V 19. století byla obora zpřístupněna veřejnosti a byla místem červencových markétských poutí, která byla tradicí již v 60. letech 12. století. Procesí s ostatky svaté Markéty darované chrámu svatého Víta českým králem Přemyslem Otakarem II. putovalo z Hradčan do Břevnovského kláštěra. Po procesí nastaly deště a díky tomu se k uctění památky sv. Markéty poutě každoročně opakovaly. Poslední pouť se zde konala roku 1910. 

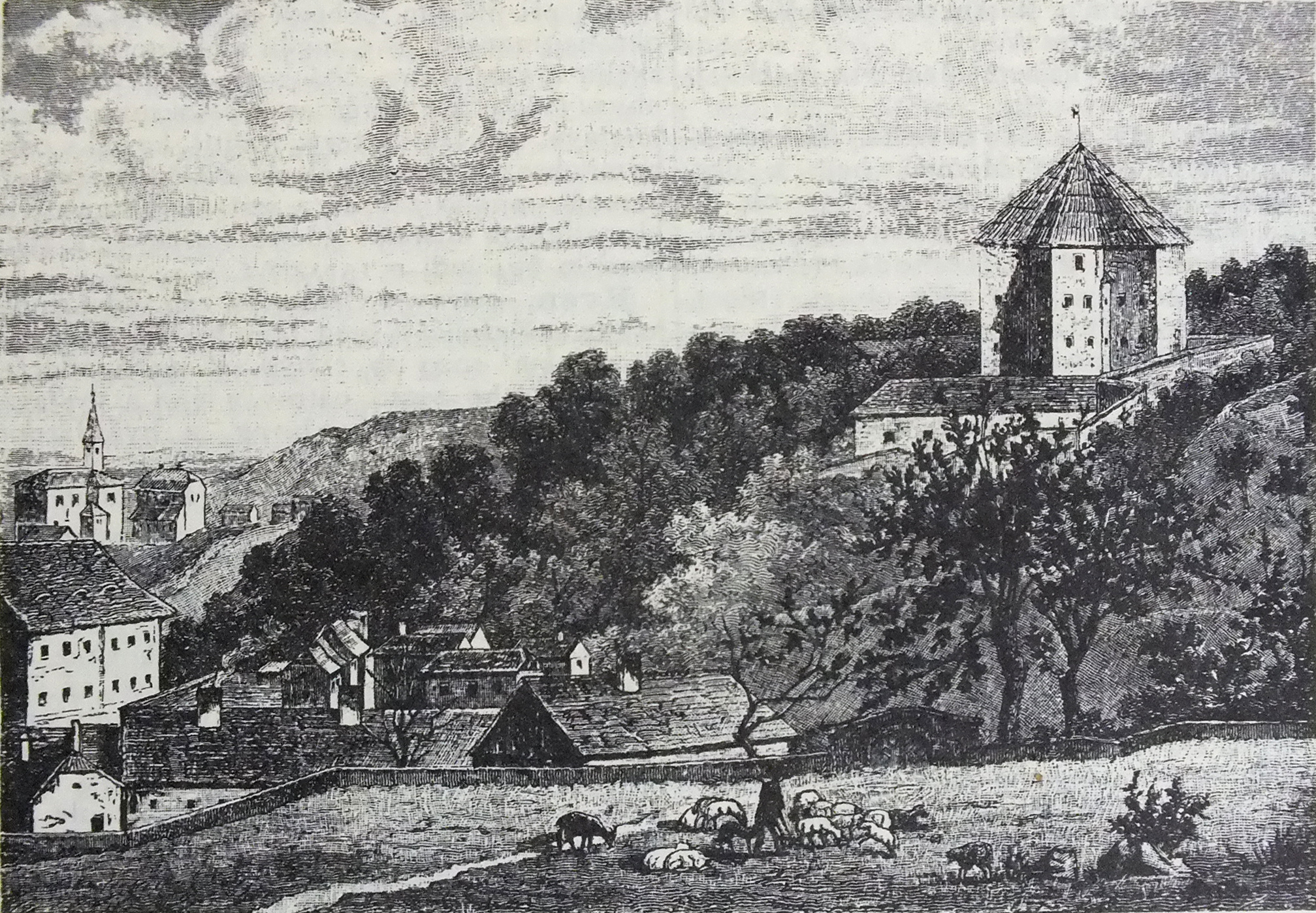
Obora s letohrádkem na konci 19. století

Ale ani po třicetileté válce nebyl ve Hvězdě klid. Roku 1740 zde na jediný den tábořil bavorský král Karel VII. Bavorský se svými vojsky. I to stačilo na vystřílení veškeré zvěře a vykácení značné části lesa. O rok později se k nim přidala i vojska francouzská, jež měla pomoci prosadit Karlovi VII. nárok na rakouské dědictví, jelikož neuznával Pragmatickou sankci.
Doba pragmatického osvícenství Josefa II. se dotkla i obory Hvězda, jelikož letohrádek Hvězda byl přenechán vojenskému eráru, byl v něm zařízen sklad střelného prachu a do obory byl zakázán vstup. Hvězdě se nevyhnula ani druhá světová válka. Roku 1938 se zde za mobilizace konal svod koní z Čech a následně bylo místo využíváno příslušníky SS.
Po druhé světové válce se již dostalo oboře klidu (s výjimkou pětiletých intervalů konání celostátních spartakiád, kdy byl na nedaleké pláni na Vypichu budován tábor pro vojáky–cvičence). V roce 1962 byla obora spolu s letohrádkem a hromadným hrobem obětí bitvy na Bílé Hoře, jenž byl objeven při budování vojenského tábora, vyhlášena národní kulturní památkou.

## Architektura
V roce 1937 architekt Josef Sokol přeměnil okolí letohrádku. Od konce 20. století je obora postupně zrenovována podle architekta Pavla Šimka. 

### Brány v oboře
Obora měla zpočátku pouze Libockou bránu, která spojovala místo s Pražským hradem. Roku 1574 dochází k bourání ohradní zdi, kde postupem času došlo i ke zboření brány naproti Bílé hoře. Později byly poraženy i brány Břevnovská a Ruzyňská. Od devadesátých 20. století let probíhají průběžné opravy ohradní zdi po částech, aby obora nemusela být uzavřena.  

### Sochařství
Poblíž Libocké brány se nachází socha Jana Roháče z Dubé. Tuto kamennou sochu vytvořil ve druhé polovině 20. století architekt Josef Sopr. Od roku 1966 byla socha postavena na místě údajné Roháčovy popravy, u Staroměstské radnice, přestože byl ve skutečnosti Jan Roháč z Dubé popraven na Šibeničním vrchu na Žižkově.
Před letohrádkem Hvězda se nachází socha husitské bojovnice z 20. stol. od architekta Jana Jiříkovského.

## Přírodní podmínky

### Geologie

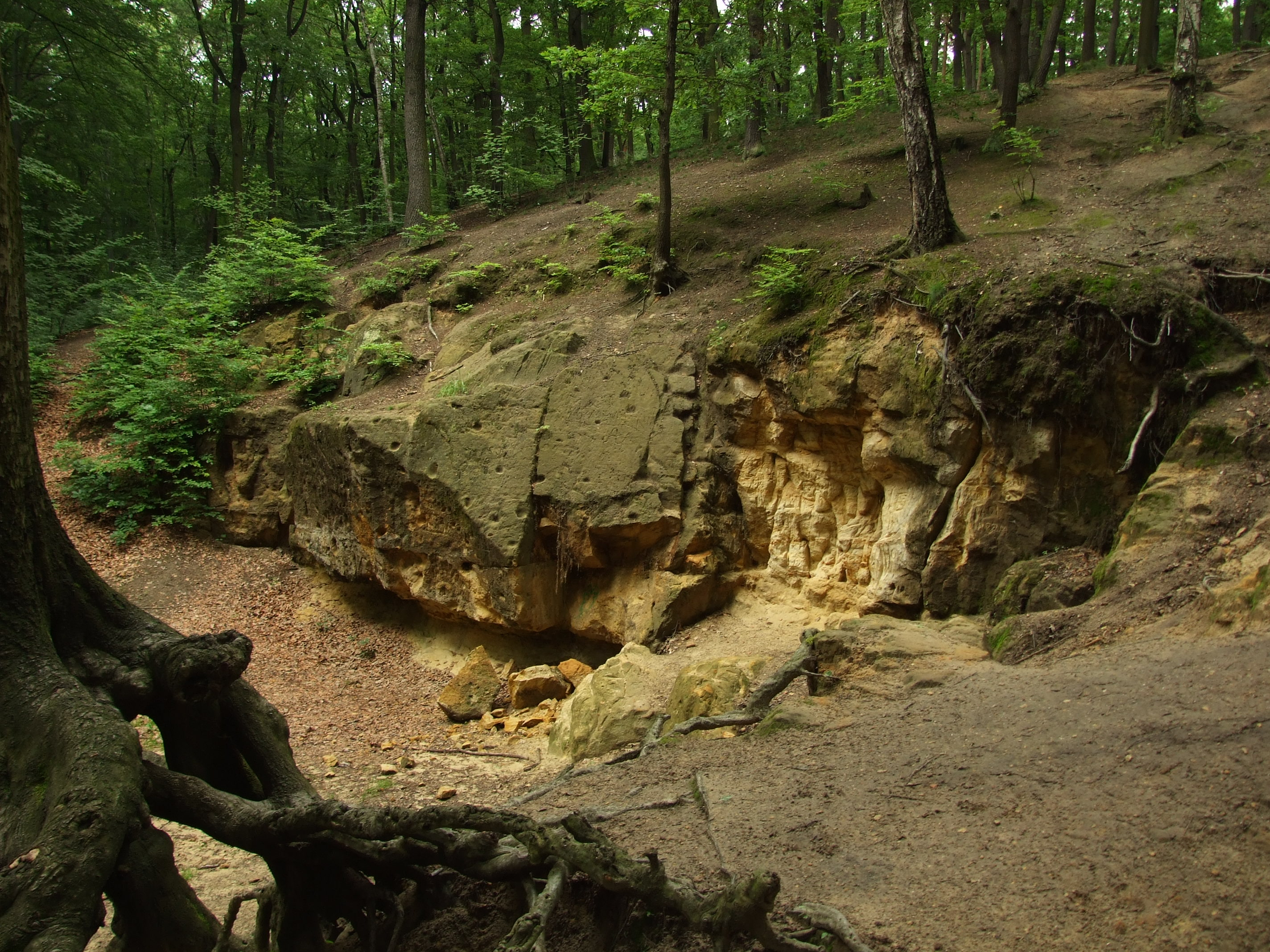
Pískovcový výchoz

V oboře se nachází několik skalních výchozů, a to jak přirozeného, tak i umělého původu. Nejvíce se jich nachází v jižní a západní části. V oboře se místy nachází přirozené a umělé výchozy křídových hornin, především pískovce vzniklé před cca 100 miliony let. Pískovec je zde přítomen ve třech vrstvách, ve spodní části se nachází rezavě žluté až žlutošedé hrubozrnné kaolinitické pískovce peruckých vrstev se silnou příměsí vodnatého oxidu železitého. Nadloží je tvořeno žlutošedým středě zrnitým pískovcem. Obsahuje stopy po lezení a doupata mořských organismů. Třetí vrstva je tvořena nazelenalými až tmavě zelenými středně až jemnozrnnými pískovci s obsahem glaukonitu V této vrstvě se nachází řada zkamenělých organismů, zejména mlžů Lopha diluviana, Protocardia hillana a Rhynchostreon suborbiculatum.
Nad touto vrstvou se již nachází nejmladší vrstva tvořená opukou. Tato hornina byla v minulosti důležitým stavebním materiálem a těžila se zde v malém lomu nedaleko letohrádku. Stáří zdejší opuky je odhadováno na 90 miliónů let. V této vrstvě byla nalezena řada zkamenělin, svědčící o pestrosti života v tehdejším moři. Z mlžů byli nalezeni: Mytiloides labiatus, Mytiloides hercnicus, Lima aspera, Spondylus spinosus a Exogyra lateralis. Z plžů Leptomaria seratiogranulata a Rostellaria reussi. Dále pak amoniti Mammites nodosoides, Collignoniceras woolgari. Kromě těchto organismů se v této lokalitě našly i pozůstatky raků, ryb, žraloků a dokonce i čelist a obratle mořského plaza z řádu plesiosauria.

### Fauna
Obora je významným refugiem pro některé druhy živočichů, zejména pro ptáky. V oboře bylo zaznamenáno hnízdění 60 druhů ptáků. Z nejběžněji se vyskytujících druhů můžeme jmenovat např.: pěnkavu obecnou (Fringilla coelebs) , drozda zpěvného (Turdus philomelos), kosa černého (Turdus merula), pěnici černohlavou (Sylvia atricapilla), sýkory (Parus), budníčky (Phylloscopus), strakapouda velkého (Dendrocopos major), lejska šedého (Muscicapa striata) či žlunu zelenou (Picus viridis). Lze se setkat i se sovami - konkrétně s kalousem ušatým (Asio otus) a puštíkem obecným (Strix aluco). Kvůli hnízdění ptáků se v oboře vytipovalo několik desítek tzv. doupných stromů, které se nechávají stát, aby v nich mohli ptáci nerušeně hnízdit. Obecně lze říci, že převažují ptáci hnízdící na stromech a keřích, neboť druhy hnízdící na zemi jsou rušeny psy.
Obratlovci spjatí s vodou se nachází ve východní části obory, kde se nachází mokřad a rybník. Ten zde byl vytvořen roku 2004 na místě původní nádrže zaniklé v 17. století. Běžně se můžeme setkat se skokanem hnědým (Rana temporaria) nebo ropuchou zelenou (Bufo viridis). Vyskytuje se zde však i čolek velký (Triturus cristatus) a užovka obojková (Natrix natrix) .
V 17. století byl les určený k hospodaření hlavně s ohledem na zvěř. V oboře se chovali především jeleni a daňci. V průběhu třicetileté války, kdy se neválčilo, byla do obory přivezena vysoká zvěř a pořádaly se hony a hostiny pro Ferdinandova syna. Po 30leté válce byla obora osazována zvěří, kde sem byli přivezeni daňci z obory ze Zámeckého vrchu u Zbirohu. V roce 1656 se pořádají hony a slavnosti pro druhorozeného Ferdinandova syna Leopolda. Když byl Karel VI. korunován českým králem, chtěl nechat vybudovat v oboře nový rybník za utržené peníze za prodej dančího masa. 
Obora již není určena pro chov zvěře, a tak jediný lovný savec, jenž se zde vyskytuje je králík divoký (Oryctolagus cuniculus), jenž je jakýmsi pozůstatkem z dřívějších dob. Z dalších savců můžeme jmenovat veverku obecnou (Sciurus vulgaris), kunu skalní (Martes foina), potkana (Rattus norvegicus), hryzce vodního (Arvicola terrestris), rejska obecného (Sorex araneus), ježky (Erinaceinae) a další.
Významným hmyzím druhem vyskytujícím se v oboře je krajník hnědý (Calosoma inquisitor), jež je ohroženým druhem. Z dalších zajímavých druhů můžeme jmenovat tesaříka dubového (Plagionotus arcuatus), motýlici lesklou (Calopteryx splendens) či střevlíka měděného (Carabus cancellatus).
V Oboře Hvězda bylo zaznamenáno 41 druhů plžů (39 suchozemských a dva vodní). Zajímavým druhem, vyskytujícím se v mokřadu ve východní části obory, je vrkoč útlý (Vertigo anguistior), jenž je ohroženým a chráněným druhem. Kvůli tomuto drobnému plži byl tento mokřad zařazen do soustavy Natura 2000.

### Flóra

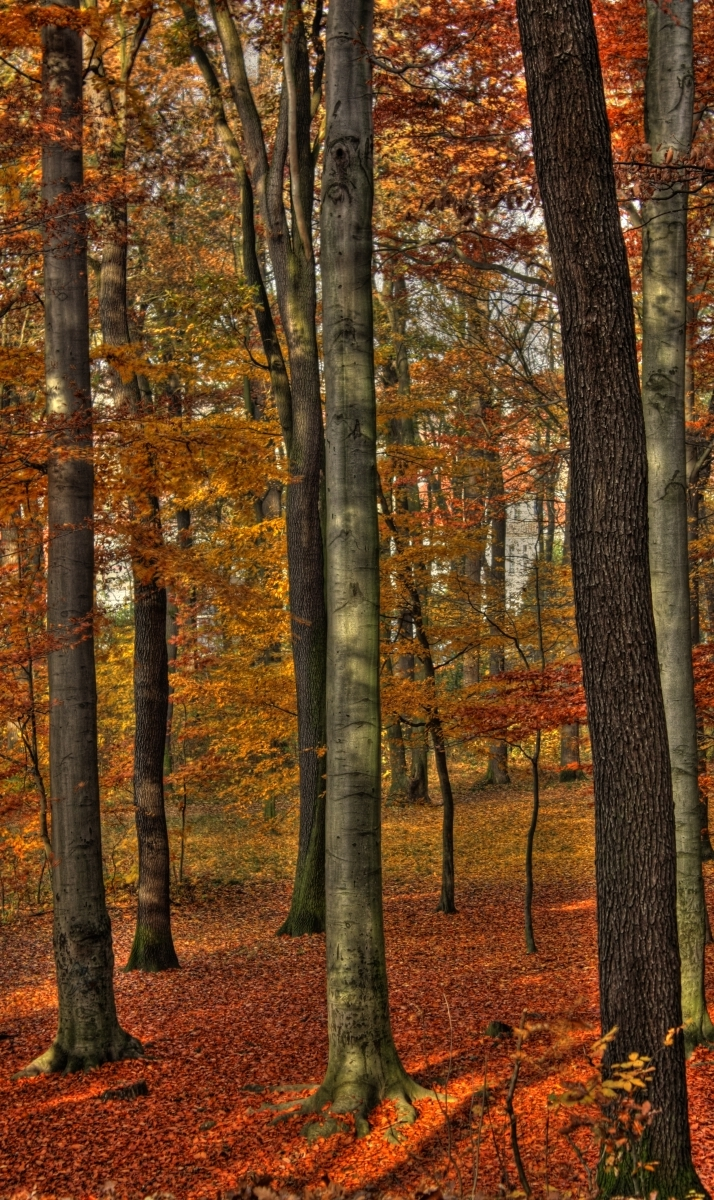
Biková bučina

Obora Hvězda je z botanického hlediska zajímavá přírodě blízkým složením dřevin. Nachází se zde smíšené porosty s převažujícím dubem zimním (Quercus petraea), bukem lesním (Fagus sylvatica) a habrem obecným (Carpinus betulus). Dále se zde vyskytuje lípa (Tilia), javor (Acer), jasan (Fraxinus), bříza (Betula), modřín (Larix), borovice (Pinus) a smrk (Picea). Vývoj lesa v oboře probíhal nesoustavně, neboť v minulosti byl les několikrát zničen. Časem se též měnil způsob lesního hospodářství.

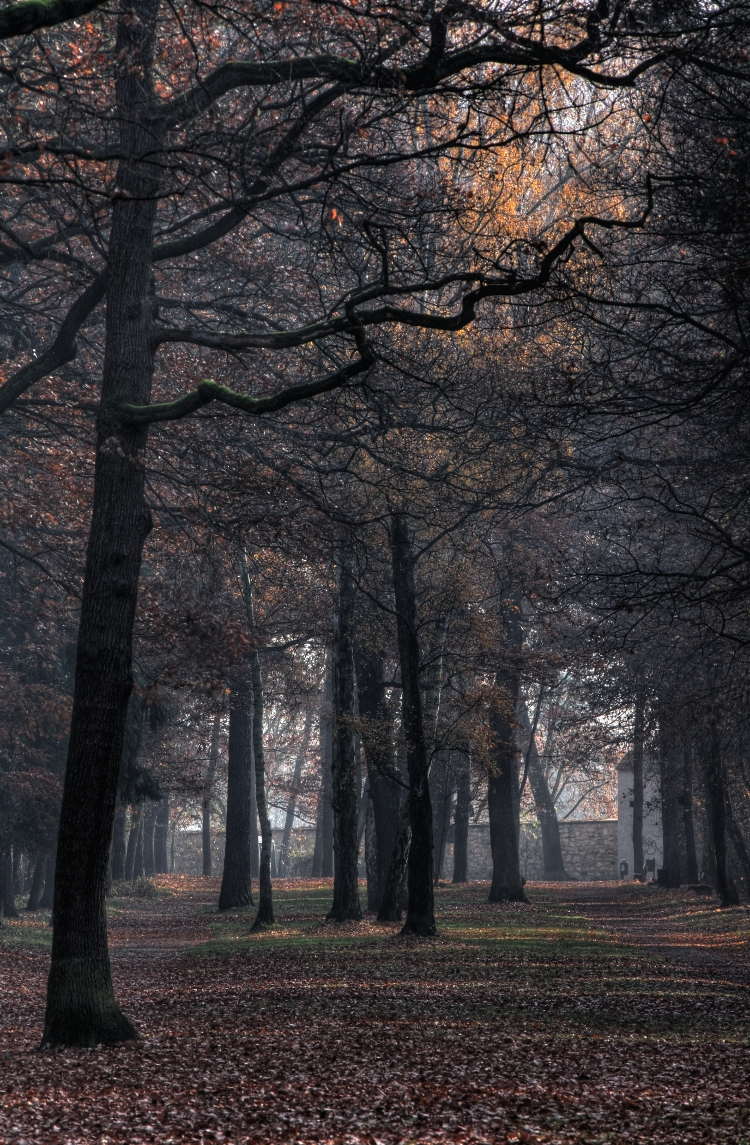
Černýšová dubohabřina

Ve Hvězdě se na přelomu 18. a 19. století začaly vysazovat jehličnaté dřeviny na větších plochách (zejména smrk), což v kombinaci s holosečným lesním hospodářstvím mělo negativní vliv na vývoj lesa. Kombinace těchto faktorů vyústila ve 20. letech 20. století v hromadný úhyn smrkových kultur, způsobený bekyní mniškou (Lymantria monacha). Smrk byl nevhodně nahrazen borovicí černou (Pinus nigra) a akátem (Robinia pseudoacacia). Tyto dřeviny byly sice odolné, ale způsobily devastaci původní květeny. Zbylé smrčiny jsou často napadené troudnatcem vrstevnatým, jenž způsobuje hnilobu kmene.
Roku 1797 byla obora přeměněna na anglický sad se třemi alejemi. K nejstarším dubům v oboře se řadí ty, které se vysazovaly na konci 18. století a nyní jsou vyhlášeny za památné stromy.  
V současnosti se v oboře uplatňují šetrnější lesnické způsoby hospodaření, zejména výběrný hospodářský způsob. Tento způsob hospodaření se snaží zachovat různověký a druhově pestrý porost, a je doporučován pro plán péče. Z lesa se odstraňují náletové dřeviny, jako je jeřáb ptačí (Sorbus aucuparia), bříza bělokorá (Betula pendula) apod. V plánu péče je zahrnuto i vymýcení nepůvodních dřevin (trnovník akát a borovice černá) jež byly vysázeny po kalamitě ve 20. letech 20. století.
Praha je od května roku 2007 držitelem mezinárodního, ekologicky přísného lesnického certifikátu Forest Stewardship Council. V současnosti oboru tvoří smíšený les, který je útočištěm několika vzácných i ohrožených druhů živočichů. 
V oboře je dohromady 6 stromů vyhlášených jako památné:
- dub u Libocké brány,
- buky: dvoják, buk u Břevnovské brány, buk pod letohrádkem,
- skupina jírovců u Libocké brány.

Keřové a bylinné patro se skládá z běžných nitrofilních druhů jako je bez černý (Sambucus nigra), kuklík městský (Geum urbanum), kerblík lesní (Anthriscus sylvestris) a ostružiník (Rubus). V západní části se nachází mokřad, ve kterém se vyskytují typická společenstva. Tento mokřad je součástí systému Natura 2000. V mokřadu se nacházejí např. druhy skřípina lesní (Scripus sylvatica), metlice trsnatá (Deschampsia caespitosa), vrbovka chlupatá (Epilobium hirsutum), čistec lesní (Stachys sylvatica), chmel otáčivý (Humulus lupulus) či přeslička rolní (Equisetum arvense).
Břeh nedalekého rybníka je lemován kosatcem žlutým (Iris pseudacorus), lopuchem plstnatým (Arctium tomentosum) či puškvorcem obecným (Acorus calamus).

### Hydrologie
V prudkém svahu se sbíhají vodní prameny, které vyvěrají u letohrádku Hvězda. Nejznámější je pramen Světlička, též nazývaný Světluška, jehož voda protékala z bělohorských polí. Přitékala sem otvorem ve zdi, který byl zajištěn dubovými kůly. Přitékající voda byla velmi důležitá pro napájení zvěře chované v oboře. U tohoto potůčku se nachází také studniční domek, na jehož místě se kdysi nacházela štola, jež nahradila kruhová stavba. Nejmladší štola Hradního vodovodu z 20. století sloužila k napájení Pražského hradu pitnou vodou. Po ukončení odběru pitné vody (Pražského hradu a Ruzyňské vodárny), voda ze Studničky odtékala do louky pod letohrádkem Hvězda, kde vznikl rybník. 
Nedaleko rybníka se nachází mokřad, který je zařazen do území evropsky významných lokalit Natura 2000. V roce 2005 byl v oboře obnoven rybník ze 17. století.

## Management a ohrožení

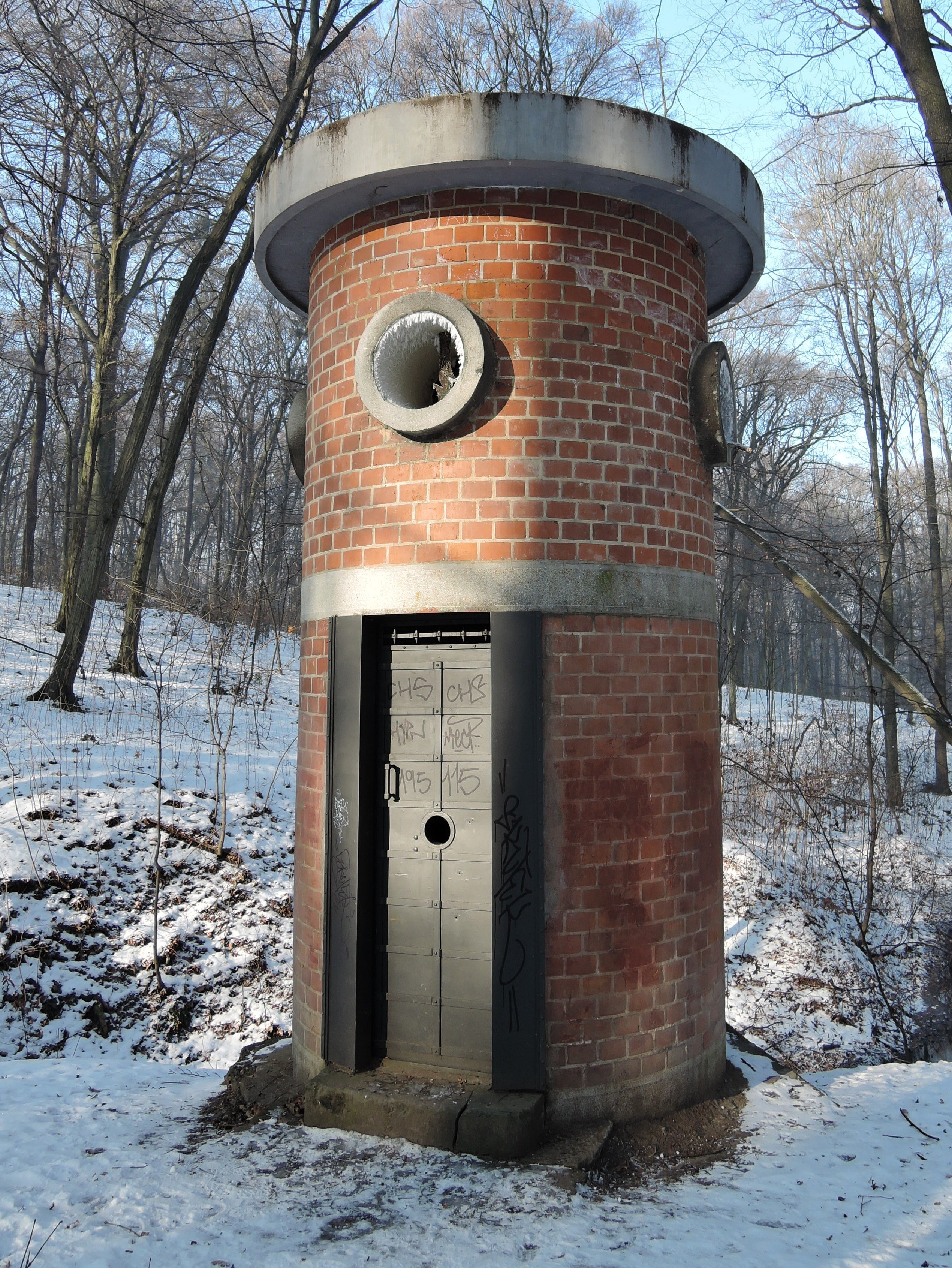
Památkově chráněný vodojem Světlička

Jako rizikový faktor pro chráněné území jsou v plánu péče zmiňovány imise z okolí, avšak situace se v posledních letech vlivem plynofikace a odsíření emisních zdrojů zlepšila. Těmito imisemi jsou ohroženy jehličnaté dřeviny, vyjma modřínů. O něco horší je situace v zimě. Patrný zůstává trend snižování imisí oxidu siřičitého a zvyšování imisí oxidů dusíku.
Z biotických činitelů ohrožujících oboru se jedná především o vliv člověka. Ročně navštíví oboru okolo 400 000 lidí, což má za následek zvýšený tlak na přírodní společenstva. Cyklistika, obzvlášť v dubnu a květnu, má negativní vliv na populaci krajníka hnědého (Calosoma inquisitor).
Značným problémem je volné pobíhání psů, protože znečišťují okolí (včetně dětských hřišť) a ruší zvěř. To se mimo jiné projevilo i na přelomu let 1999 a 2000, kdy kvůli volnému pobíhání psů z obory zcela vymizel zajíc polní (Lepus europaeus).
V oboře je též patrný provoz motorových vozidel, jenž má za následek poškození kořenových náběhů na některých lokalitách a také způsobuje zvýšené udusávání půdy. Současně se zde vyskytuje tracheomykóza, jenž ohrožuje dubové porosty.
V budoucnu by oboru mohla ohrozit nevhodná zástavba okolí, mající za následek nárůst turismu, nevhodné lesní hospodaření, jež by přestalo dbát na vyrovnání věkové struktury lesa a ponechávalo nevhodné dřeviny v porostu a případně nevhodné zahradnické zásahy. Dále je v plánu péče zmiňováno jako potenciální nebezpečí intenzivní rekreační využívání obory (zmiňováno v souvislosti s volejbalovým hřištěm) a celkové zvyšování atraktivity obory pro rekreaci, jež by měla za následek zvýšenou návštěvnost přírodní památky.
Cílem péče o oboru je zlepšení věkové struktury lesa, odstranění nepůvodních dřevin a postupné nahrazení dřevin neodpovídajících. Přírodní zmlazení porostu se má využívat pouze v případě, že jde o geograficky původní a stanovištně vhodný porost. Při těžbě dřeva se má dbát na ochranu porostů.

## Osobnosti v oboře

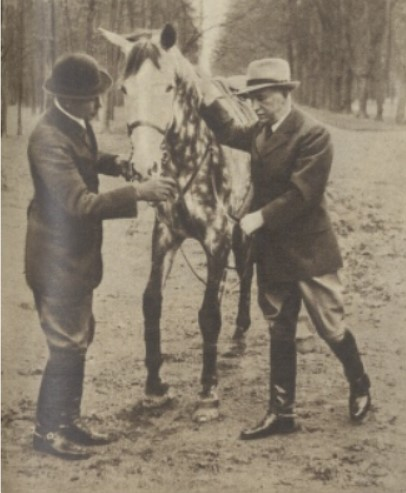
Edvard Beneš v oboře Hvězda (1938)

Oboru navštívilo spousta významných osobností. Jednou z nich byl Tomáš Garrigue Masaryk, který se oborou projížděl na koni v doprovodu básníka Svatopluka Machara. Po této události vznikl záměr vybudovat v letohrádku památník nebo určitou součást Památníku národního osvobození na Žižkově.[zdroj?]
Na koni se oborou s oblibou projížděl také Edvard Beneš, který chtěl přeměnit oboru v místo pro lidovou zábavu.

## Rekreace

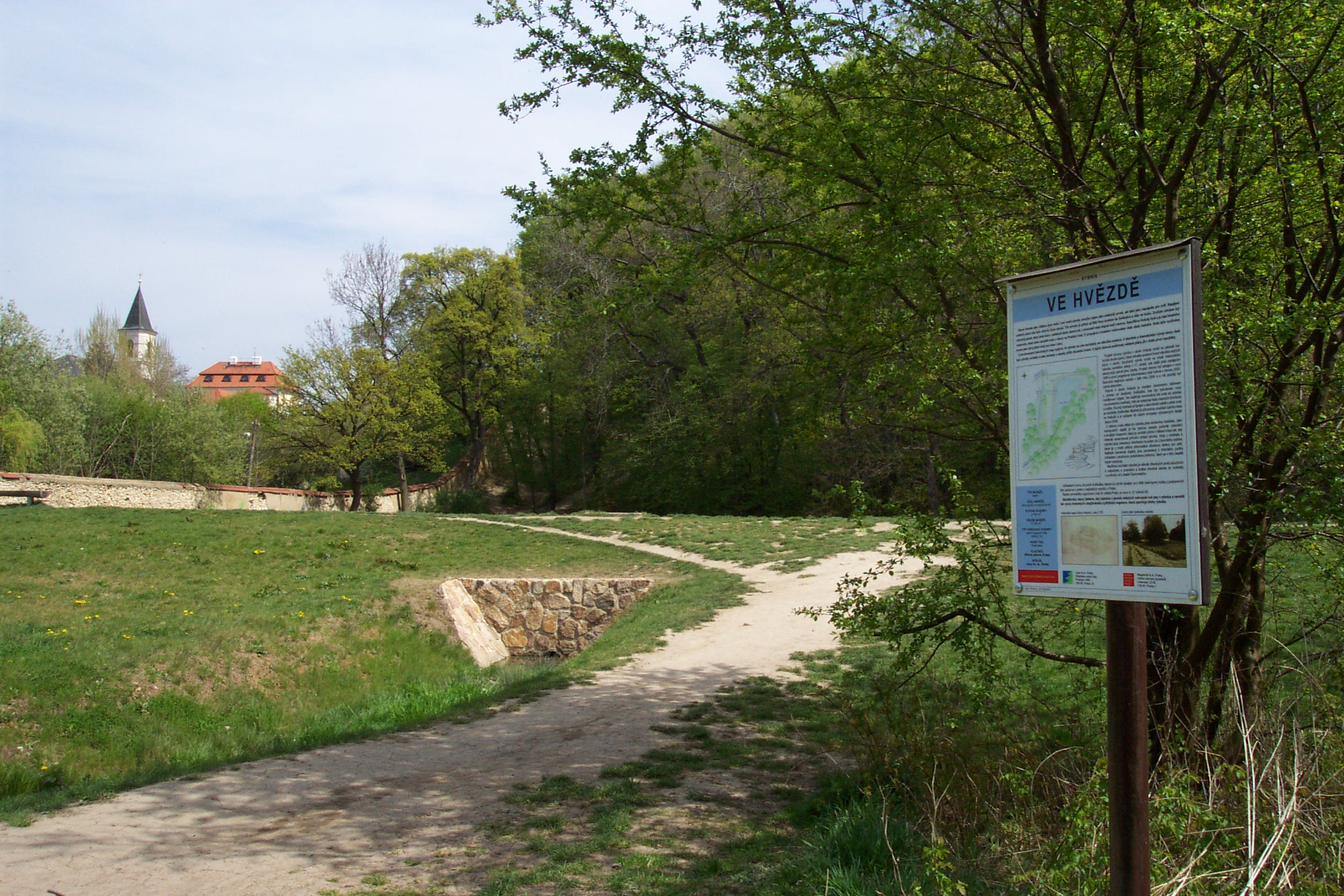
Informační cedule pro návštěvníky

Obora je významnou rekreační lokalitou pro mnoho Pražanů. Každoročně jich Hvězdu navštíví okolo 400 000, lokalitu využívají pro procházky, běhání, cyklistiku a pro venčení psů. V zimě se tu běžkuje a bruslí. Na okraji obory se nachází volejbalové a dopravní hřiště.
Kromě sportu nabízí obora i možnost kulturního vyžití. V letohrádku se nachází výstava věnovaná bitvě na Bílé hoře. Též se zde nachází naučná stezka oborou Hvězda informující návštěvníky o historii, přírodních podmínkách apod. Na neposledním místě stojí za zmínku tři restaurace přímo sousedící s oborou.
V současnosti se zde udržují aleje a cesty, obnovují se lavičky a staví altánky. Obora je vhodná také pro rodiny s dětmi, protože se zde nachází dvě dětská hřiště a dvě pikniková místa s ohništěm. 
Oborou prochází 3 hlavní cesty, které tvoří aleje stromů. Též se zde nachází naučná stezka oborou Hvězda, která má dohromady 14 informačních zastávek a je dlouhá přibližně 4 km.